# Кобралово (деревня)
Кобралово (фин. Koprala, Pukkila) — деревня в Гатчинском муниципальном округе Ленинградской области.

## История
На «Топографической карте окрестностей Санкт-Петербурга» Военно-топографического депо Главного штаба 1817 года обозначена деревня Кобролово из 16 дворов.
Деревня Кобралова из 16 дворов упоминается на «Топографической карте окрестностей Санкт-Петербурга» Ф. Ф. Шуберта 1831 года.

КОБРОЛОВО — деревня принадлежит Самойловой, графине, число жителей по ревизии: 40 м. п., 57 ж. п. (1838 год)

На карте Ф. Ф. Шуберта 1844 года и карте С. С. Куторги 1852 года деревня не обозначена.
В пояснительном тексте к этнографической карте Санкт-Петербургской губернии П. И. Кёппена 1849 года она записана как деревня Koprala (Кобролово), а также указано количество её жителей на 1848 год: савакотов — 53 м. п., 58 ж. п., всего 111 человек.

КОБРОЛОВО — деревня Царскославянского удельного имения, по просёлочной дороге, число дворов — 17, число душ — 56 м. п. (1856 год)

Согласно «Топографической карте частей Санкт-Петербургской и Выборгской губерний» в 1860 году деревня называлась Кобролова и насчитывала 17 крестьянских двора.

КОБРОЛОВО — деревня удельная при реке Ижоре, число дворов — 16, число жителей: 65 м. п., 58 ж. п. (1862 год)

В 1879 году деревня Кобролова насчитывала 17 дворов.

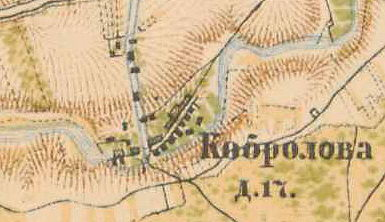
План деревни Кобралово. 1885 год

В 1885 году деревня Кобролова также насчитывала 17 дворов.
В конце XIX века деревня административно относилась к Мозинской волости 1-го стана Царскосельского уезда Санкт-Петербургской губернии, в начале XX века — 4-го стана. Население деревни было исключительно финским.
По данным финского этнографа Самули Паулахарью, побывавшего в деревне в 1911 году, в ней находилось священное для местных финнов дерево, которому они приносили дары и жертвы.
К 1913 году количество дворов в деревне увеличилось до 22.
В 1917 году в деревне Кобролово вновь стало 17 крестьянских дворов.
С 1917 по 1923 год деревня Кобралово входила в состав Лукашского сельсовета Мозинской волости Детскосельского уезда.
С 1923 года в составе Гатчинской волости Гатчинского уезда.
Согласно данным переписи населения СССР 1926 года в деревне Кобралово Лукашевского сельсовета Троцкой волости Троцкого уезда проживали 180 человек, все финны.
С 1927 года в составе Гатчинского района.
В 1928 году население деревни Кобралово также составляло 180 человек.
По административным данным 1933 года деревня Кобралово входила в состав Лукашского финского национального сельсовета Красногвардейского района.

План деревни Кобралово. 1939 год

С 1939 года в составе Антропшинского сельсовета Слуцкого района. Согласно топографической карте 1939 года деревня насчитывала 46 дворов.
C 1 августа 1941 года по 31 декабря 1943 года деревня находилась в оккупации.
С 1944 года в составе Антропшинского сельсовета Павловского района.
С 1953 года в составе Антропшинского сельсовета Гатчинского района.
С 1954 года в составе Покровского сельсовета.
С 1959 года в составе Антелевского сельсовета.
В 1965 году население деревни Кобралово составляло 132 человека.
По данным 1966, 1973 и 1990 годов деревня Кобралово также входила в состав Антелевского сельсовета.
В 1997 году в деревне проживали 36 человек, в 2002 году — 25 человек (русские — 92%), в 2007 году — 31.

## География
Деревня расположена в северо-восточной части района близ автодороги 41К-010 (Красное Село — Гатчина — Павловск).
Расстояние до административного центра поселения, деревни Пудомяги — 0,5 км.
Расстояние до ближайшей железнодорожной станции Кобралово — 4 км.
Деревня находится на левом берегу реки Ижоры.

## Демография
| 1862 | 2007 | 2010 | 2017 |
| ---- | ---- | ---- | ---- |
| 123  | ↘31  | ↘26  | ↗39  |

### Национальный состав
Согласно данным Всероссийской переписи населения 2021 года в деревне проживали 140 человек, из них:
 русские — 137 человек, остальные национальность не указали.

## Предприятия и организации
Школа, детский сад № 29.

## Улицы
Речной переулок.